# Frank Zweegers
Frank Zweegers (1961) is een Nederlands ondernemer en vastgoedontwikkelaar.
Volgens Quote is Zweegers een van de rijkste Nederlanders. In het tijdschrift verschijnen regelmatig artikels over de ondernemer.

## Levensloop
Frank Zweegers is een kleinzoon van Piet Zweegers, oprichter van de gelijknamige landbouwwerktuigenfabriek in Geldrop en uitvinder van de cyclomaaier.
Zweegers richtte in 1982 de investeringsmaatschappij ZBG Group of Companies (ZBG) op. Via deze maatschappij is hij eigenaar van vastgoedprojectontwikkelaar Breevast.
In december 2001 kocht Zweegers via Breevast de Financietoren in Brussel van de Regie der Gebouwen voor 311 miljoen euro. De verkoop was een van de sale-and-lease-backovereenkomsten van de regering-Verhofstadt. Breevast renoveerde het kantoorgebouw voor 325 miljoen euro en huurde het gebouw terug aan de overheid. In januari 2020 verkocht hij de Financietoren aan het Zuid-Koreaanse Meritz Securities en dochterbedrijf Valesco Group voor 1,2 miljard euro, een recordbedrag voor de verkoop van een gebouw in België. In april 2021 geraakte bekend dat Zweegers een akkoord had gesloten met de Bijzondere Belastinginspectie over grote geldstromen rond die van Zweegers' Antwerpse vennootschap Financietoren nv wegstroomden via Breevast. Het dossier werd toegevoegd aan een oudere strafzaak over commissielonen die waren betaald aan consultants die de verkoop van de Financietoren hadden begeleid.
Op gelijkaardige wijze als de Financietoren werd Zweegers ook mede-eigenaar van het Rijksadministratief Centrum, eveneens in Brussel gelegen. Samen met ontwikkelaar Immobel kocht Breevast het gebouw in 2003 voor ongeveer 27 miljoen euro van de Regie der Gebouwen. In 2013 verkochten Breevast en Immobel het gebouw aan het Duitse Hannover Leasing en het Chinese staatsfonds Ginko Tree voor ongeveer 330 miljoen euro. In augustus 2017 werd Zweegers op zijn jacht op het Italiaanse eiland Capri gearresteerd voorzijn betrokkenheid in het corruptieonderzoek naar ex-politiebaas Glenn Audenaert. Deze zou tegen betaling lobbywerk hebben verricht voor Zweegers en lobbyist Koen Blijweert. Vanwege verjaring is Zweegers' strafvordering echter vervallen.